# Château de Rochebaron
Le château ruiné de Rochebaron coiffe le sommet d’un éperon rocheux situé dans la commune de Bas-en-Basset, à environ 1,5 km au nord-ouest de cette localité, dans l’extrême nord-est du département français de la Haute-Loire, aux confins du Velay et de l’ancien comté de Forez.
Les ruines actuelles sont les vestiges d’un vaste ensemble érigé au début du XVe siècle sur les fondations d’un château plus ancien, et comprennent en particulier la façade méridionale d’une chapelle, la porterie à tourelles que la jouxte, et deux hautes tours, connues sous le nom de tour circulaire et triangulaire. La forteresse, relevant du comté de Forez, au moins à partir du XIVe siècle, et inféodée tour à tour à différentes familles nobles, fut l’un des enjeux de la rivalité entre les évêques du Puy et les comtes de Forez.
Progressivement abandonné à partir du XVIIe siècle, n’ayant même plus de propriétaire depuis le début du XIXe siècle, le château ne put que se délabrer rapidement. Une association de bénévoles s’attache depuis 1972 à le sauvegarder et à le mettre en valeur, et à organiser des visites.
Le château de Rochebaron fait l’objet d’un classement au titre des monuments historiques depuis décembre 1951.

## Histoire

### Origines et inféodation

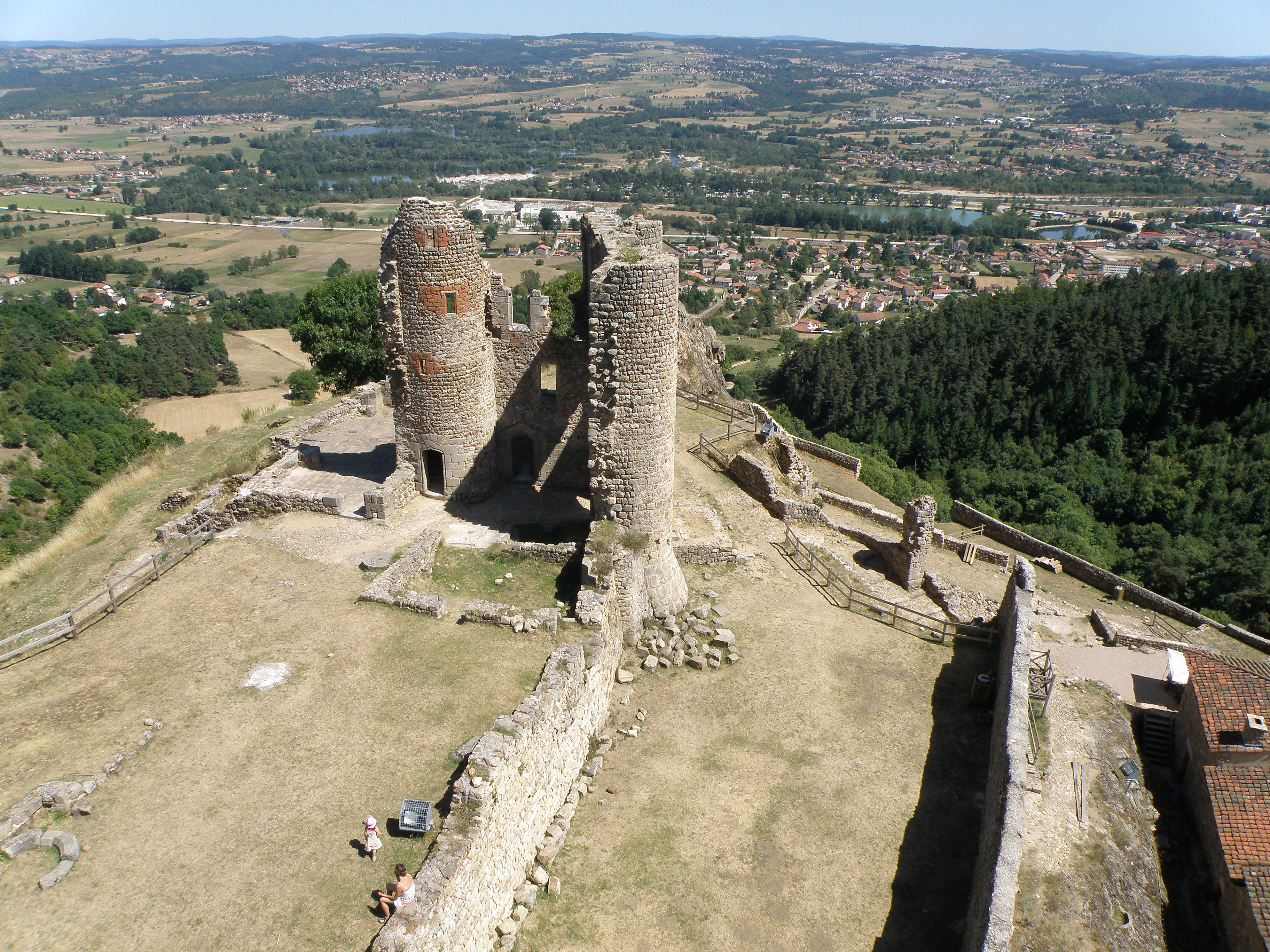
Vue de la forteresse depuis le sommet de la grande tour ronde, montrant le complexe porterie/chapelle au centre.

Le château de Rochebaron, qui est mentionné pour la première fois en 1173, dans le cartulaire du prieuré de Chamalières, était à l’époque féodale le siège d’un mandement (première mention dans la même charte) occupant une position stratégique « sur les limites du Velay et du Forez ». Son territoire comprenait la majeure partie de l'ancienne paroisse de Bas et empiétait sur d'autres paroisses telles que celles de Monistrol ou encore Merle. Il est possible que le château ait été construit à l’emplacement d’un ancien oppidum gallo-romain des Vellaves mais le Mont Malorum (aussi sur le ban communal de Bas-en-Basset) semble un candidat plus sérieux à la localisation de ce dernier . Bas et son environnement appartenait au comté carolingien du Velay et le village servait de chef-lieu de viguerie.
Le château de Rochebaron appartint tour à tour à différentes familles nobles, la première en date étant celle des Rochebaron, laquelle cependant n'apparaît dans les textes, à coup sûr, à travers la figure de Pons de Rochebaron, qu’à partir de 1163.
Un des intérêts de Rochebaron réside dans la lutte concernant sa mouvance féodale. Celle-ci était en effet partagée, à partir du XIVe siècle, entre le comte du Forez et le comte-évêque du Puy, dont relevait la paroisse de Bas. La situation de Bas, excentrée par rapport aux centres de pouvoir du Moyen Age central, va créer une situation d'incertitude quant à son obédience féodale, surtout après la disparition du 1er comté féodal de Velay - qui avait pris la suite du comté carolingien - vers 1163 (intervention royale de Louis VII contre les comtes d'Auvergne et de Velay, le vicomte de Polignac, et d'autres encore, révoltés contre lui).
Les seigneurs de Rochebaron rendirent hommage pour une partie du mandement (Bas et Basset pour faire simple) pour la 1ère fois en 1248 (Pons). Auparavant, Philippe Auguste avait donné à l'évêque du Puy (1213-1219), Robert de Mehun, la possession du château en 1214 « à charge pour lui de les acquérir », cette donation faisant sans doute à la suite d'une révolte des seigneurs après qu'un membre de la famille, Brocard de Rochebaron, ait été destitué de la charge d'évêque à laquelle il avait été élu en 1213. Cette donation a aussi été vue par certains comme le signe de la montée en puissance royale en Velay (à replacer dans le cadre plus général de la (re)conquête capétienne du sud du royaume, qui jusque là échappait à l'autorité des rois dans les faits) ou encore comme une lutte contre la progression de la mouvance forézienne (mais aucune source ne vient étayer cette dernière proposition). Le pape Clément IV appuyait à son tour cette donation par une bulle en 1264. L'hommage de 1248 est relativement précoce au vu des hommages des mandements voisins à l'évêque du Puy : Beauzac était hommagé en 1274, Chalencon (à Saint-André) en 1296, Monistrol (acheté) en 1270, etc. mais il n'englobait pas tout le mandement. Le reste de ce dernier était en effet hommagé aux comtes du Forez à partir de 1325 (hommage d'Héracle Ier).
Mais l'origine des relations féodo-vassaliques entre les seigneurs de Rochebaron et les comtes du Forez, tout comme celles avec le Velay, nous échappent en grande partie. Rochebaron ne semble pas appartenir au domaine du comte de Forez en 1097 (au contraire d'Aurec), tout comme il n'est pas cité dans l'accord de 1173 démembrant le grand comté de Lyon entre comté de Forez et comté de Lyon (alors que Leignec et Merle relevaient du comte depuis 1135). Toutefois, si Rochebaron n'apparaît pas dans le ban comtal de Guy IV en 1215 (le service militaire faisait pourtant partie des devoirs d'un vassal), les relations vassaliques entre Rochebaron et le Forez semblent se dessiner à partir du dernier tiers du XIIIe siècle. Le sire de Rochebaron est en effet cité comme caution de la charte de franchise octroyée à Saint-Galmier par le comte du Forez Renaud (deuxième fils de Guigues IV) en 1266 ; il est également caution pour le départ à la (VIIIe) Croisade du même comte en 1270, encore pour le mariage en 1290 de la sœur (Ysabelle) du comte Jean Ier (petit-fils de Renaud) avec Béraud X de Mercœur. Bref, on voit ici le seigneur de Rochebaron remplir une partie des devoirs du vassal ; il convient toutefois de remarquer que seule l'aide concernant le départ à la Croisade entre dans les devoirs traditionnels du vassal (aide aux quatre cas). Les relations féodo-vassaliques finissaient ainsi de se mettre en place en 1325 avec l'apparition de l'élément réel, le fief, qui comprenait le château et une bonne partir du mandement (Ranchevoux, Chanteloube, etc.) (hommage du château de Rochebaron par Érail/Héracle/Éracle Ier au comte Jean Ier de Forez en 1325, comme on l'a vu plus haut). Toutefois, outre ces deux fiefs, les seigneurs devaient posséder des alleux car certains territoires ne sont jamais nommés dans les hommages, comme Naves ou encore Crémerolles. Enfin, les années 1320-1330 ont été marquées par des conflits entre les seigneurs, le comte-évêque du Puy et le comte du Forez : actes de félonie envers le comte-évêque, conflits de compétence entre le Velay et le Forez, rappel d'hommage envers le prélat anicien, procès d'Héracle; mais il semblerait que ces événements soient la suite d'autres, survenus au début des années 1320 et qui nous échappent complètement.
Enfin, le mandement quittait progressivement, et de manière également assez tourmentée, le Velay fiscal et judiciaire au profit du Forez, la chose étant entendue au XVe siècle, quand bien même une zone intermédiaire était créée: les Ressorts du Forez ou du Velay (selon le lieu du point de vue).

### Reconstruction gothique (débutXVe)

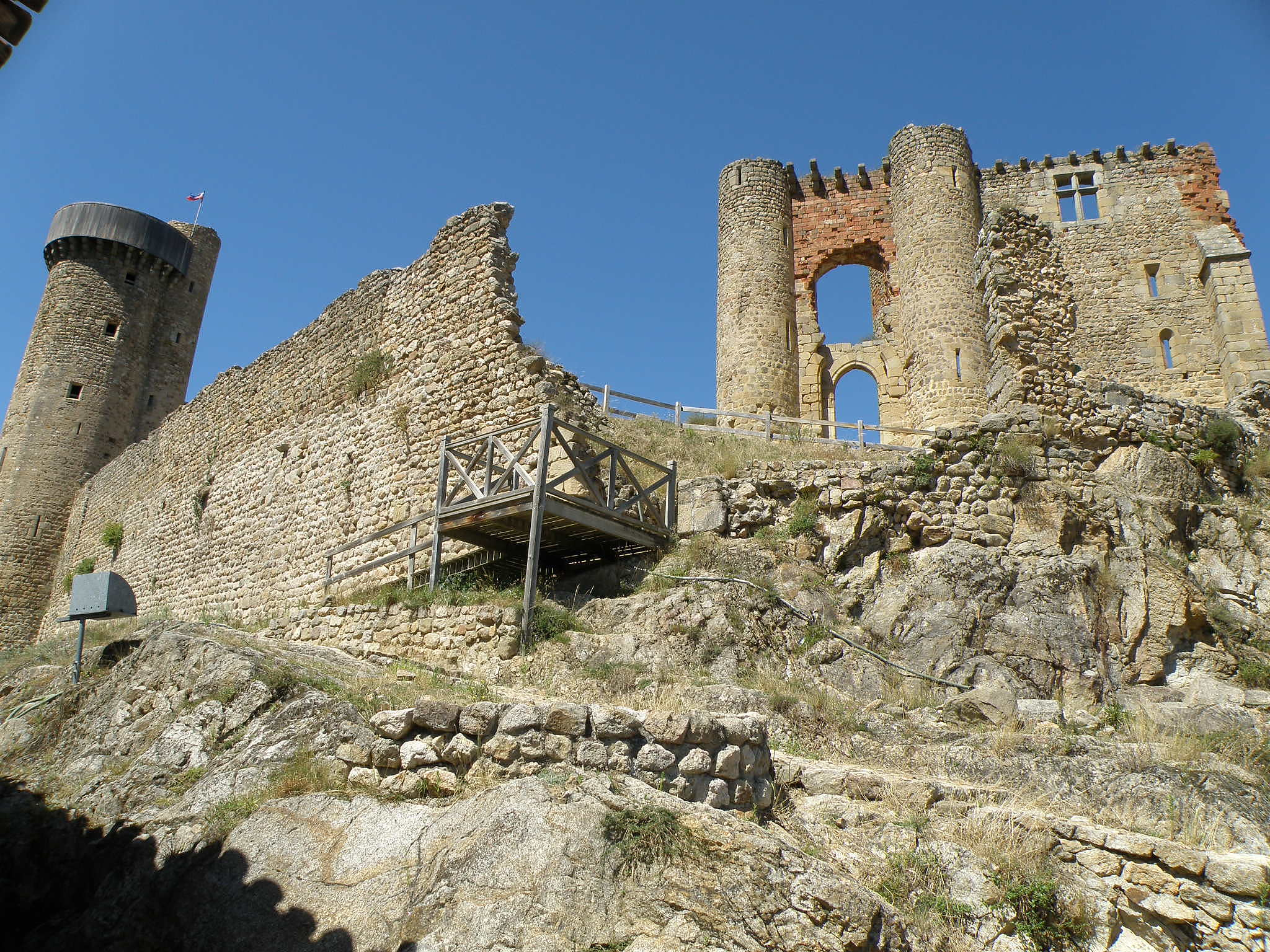
Tour circulaire (au fond à gauche) et complexe porterie/chapelle à droite.

C’est au petit-fils d'Érail Ier, Érail II (fils de Guyon Ier), figure ambitieuse, que l’on doit, selon toute probabilité, l’initiative de reconstruire le château de Rochebaron. Non content d’augmenter ses apanages, pourtant enrichis déjà d’un certain nombre de terres dans le Gévaudan, Érail nourrissait en outre des ambitions politiques, se faisant notamment, en pleine Guerre de Cent Ans, conseiller et chambellan du duc de Bourgogne Jean sans Peur, et s’opposant à Armand X de Polignac. Le tempérament d’Érail, qui le portait à mettre le château davantage au service de ses intérêts personnels que de ceux de ses suzerains, ne laissera pas d’ailleurs de mettre à mal son allégeance aux comtes de Forez et du Velay (sans parler de son troisième suzerain, le comte-évêque de Mende pour ses possessions en Gévaudan).
Cette personnalité particulière du seigneur de Rochebaron est un élément propre à rendre plausible le fait que le château de Rochebaron ait pu, au début du XVe siècle, faire l'objet d'une campagne de modernisation, tant résidentielle que défensive, en un temps où l’architecture seigneuriale développe de nouvelles formes, inspirées notamment des chantiers royaux de Charles V ou des constructions des ducs de Bourgogne. Des textes du début du XVe siècle viennent corroborer cette thèse : ils indiquent en effet qu’en 1402, le château comportait une maîtresse tour carrée, dont on peut supposer que l’actuelle tour dite triangulaire constitue le vestige, et qu’une seconde tour d'importance architecturale équivalente, correspondant assurément à l'actuelle grande tour ronde, y aurait été construite à neuf peu avant 1419. D’autre part, jusqu'au début du XVe siècle, aucune source historique ne fait état de ce que tel seigneur de Rochebaron, ou tel comte de Forez, ou autre, ait entrepris, depuis la fondation initiale du château, des travaux de reconstruction de quelque envergure à Rochebaron.
La mort prématurée de Guigues/Guigon/Guyon II de Rochebaron, fils d'Érail II, qui périt en 1424 à la bataille de Verneuil, fait douter que les travaux de reconstruction se soient poursuivis au-delà de 1419, cela d'autant plus qu'avec lui vint à s’éteindre la branche aînée des Rochebaron. En effet, l'unique descendante de Guigues, une fille mineure nommée Antoinette, épousera dix ans plus tard Louis de Chalencon (fils cadet du vicomte Louis-Armand XII de Polignac) lequel fut appelé ainsi à fonder la branche de Chalencon-Rochebaron. La première charte désignant Louis de Chalencon seigneur de Rochebaron n’apparaît qu’au cours de la décennie 1460.
A l'époque moderne et jusqu'au début du XXe siècle, le château, chef-lieu du riche mandement de Rochebaron, fut un modeste foyer de peuplement. Les maisons situées dans la basse-cour, destinées à l'origine aux communs, à la petite noblesse locale et aux officiers du château, ou qui servaient de refuge aux habitants du mandement et dont certaines sont citées dès 1457, finirent par constituer un hameau à proximité du château.

### Déclin

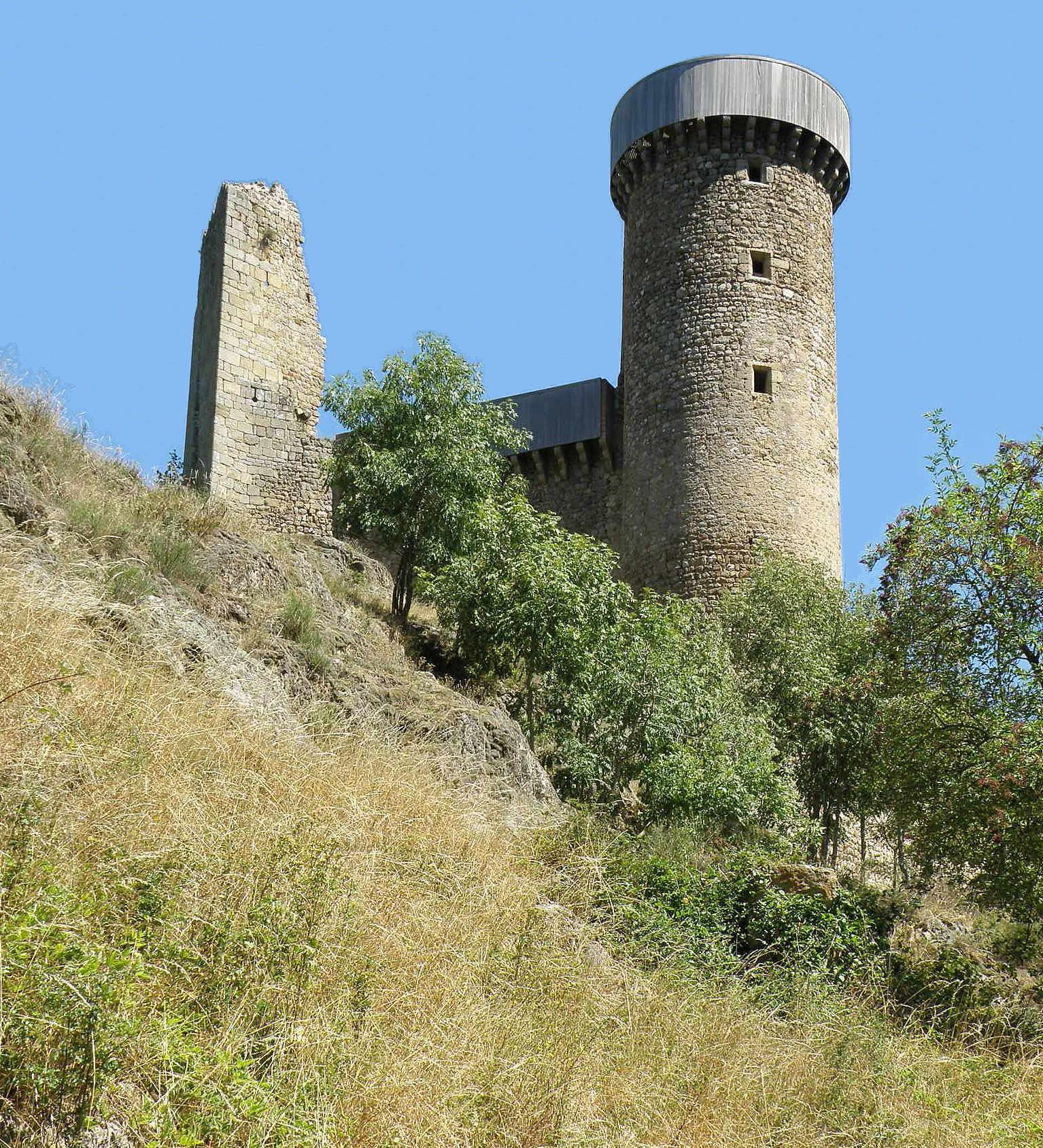
Les deux grandes tours (circulaire et triangulaire), avec la courtine qui les relie, vues depuis le sud-ouest.

Les La Rochefoucauld, qui obtinrent la seigneurie par voie d'alliance avec les d'Isserpens/des Serpents, eux-mêmes héritiers des Chalencon-Rochebaron, au milieu du XVIIe siècle n’habitaient plus guère le château que par intermittence, lequel est alors pratiquement abandonné par ses possesseurs. Les aveux de Louis de La Rochefoucauld cependant décrivent encore le château comme se composant de « deux grandes tours, d’appartements et d’offices ordinaires, entouré de fortes murailles, dans l'enceinte desquelles il y a des habitants qui y résident et les justiciables d'icelle terre, obligés de faire les réparations des murailles... ». Laissés sans entretien, les bâtiments résidentiels se délabrent, tandis que la chapelle et deux des tours (ce qui désigne sans doute les deux grandes tours) font l'objet encore d'un entretien minimal, peut-être en raison du fait qu’elles avaient du moins conservé une fonction : celle de bâtiment carcéral. L’acte de foi rendu en 1743 par Pierre-Francois de Giry, récent acquéreur de la seigneurie, fait état déjà d’un « château en ruines, avec tous les matériaux y étant, une maison pour un fermier, une grange à foin, des greniers et caves pour fermer les denrées, une chapelle avec tous les ornements anciens ; il y a deux tours pour les prisons... ». Il ressort donc que la ruine partielle du château remonte au moins à la première moitié du XVIIIe siècle.
Si lors de la Révolution, la chapelle castrale Saint-Antoine fut pillée méthodiquement par deux ouvriers dépêchés sur les lieux par les membres du district, c’est après la Révolution, et jusqu'au milieu du XIXe siècle, qu’eurent lieu, en vue de récupération de matériaux, les démolitions délibérées les plus importantes. Deux sources graphiques nous renseignent sur l’état du château au milieu du XIXe siècle : d’une part le plan cadastral de Bas-en-Basset de 1841, où la chapelle, les deux tourelles de la porterie attenante, les deux grandes tours et la troisième tour d'angle (ronde, au nord) sont figurés comme du bâti couvert ; et d’autre part, une gravure publiée vers 1850 par les frères Rouargue (dessin de A. Rouargue, gravure E. Rouargue) représentant le château doté encore de combles sur les deux tourelles de la porterie, et où la grande tour circulaire a encore des superstructures (parapet, couronnement) au-dessus du niveau des mâchicoulis, mais où la chapelle apparaît déjà ruinée.

## Topographie et vestiges
Le château de Rochebaron, sis sur un éperon rocheux à 1,5 km environ, à vol d’oiseau, en contrehaut et au nord-ouest de la localité de Bas-en-Basset, est constitué d’un vaste périmètre renfermant plusieurs enceintes successives emboîtées. L’enceinte extérieure, la plus ample, dessine grosso modo un rectangle allongé, de 200 m sur 50 m, dont l’axe long est orienté très approximativement est-ouest, et auquel donne entrée une porte fortifiée encadrée de deux tourelles. Les trois cinquièmes ouest de ce périmètre abritaient autrefois la majeure partie de la basse-cour puis du hameau castral, dont il ne subsiste plus guère de traces, et sa muraille occidentale n'a pas encore fait l'objet de découverte, de défrichement et de mise en valeur. Les deux cinquièmes est, délimités à leur tour par une enceinte, comprennent, au sud, le reste de la basse-cour du château, dans laquelle s'élevaient d'autres maisons (dont celle récemment restaurée, et qui sert de bâtiment d’accueil) et la grange seigneuriale, et, au nord, coiffant le sommet arrondi de l'éperon, délimité par de nouvelles murailles, le château proprement dit. À son tour, celui-ci peut être subdivisé en deux parties :

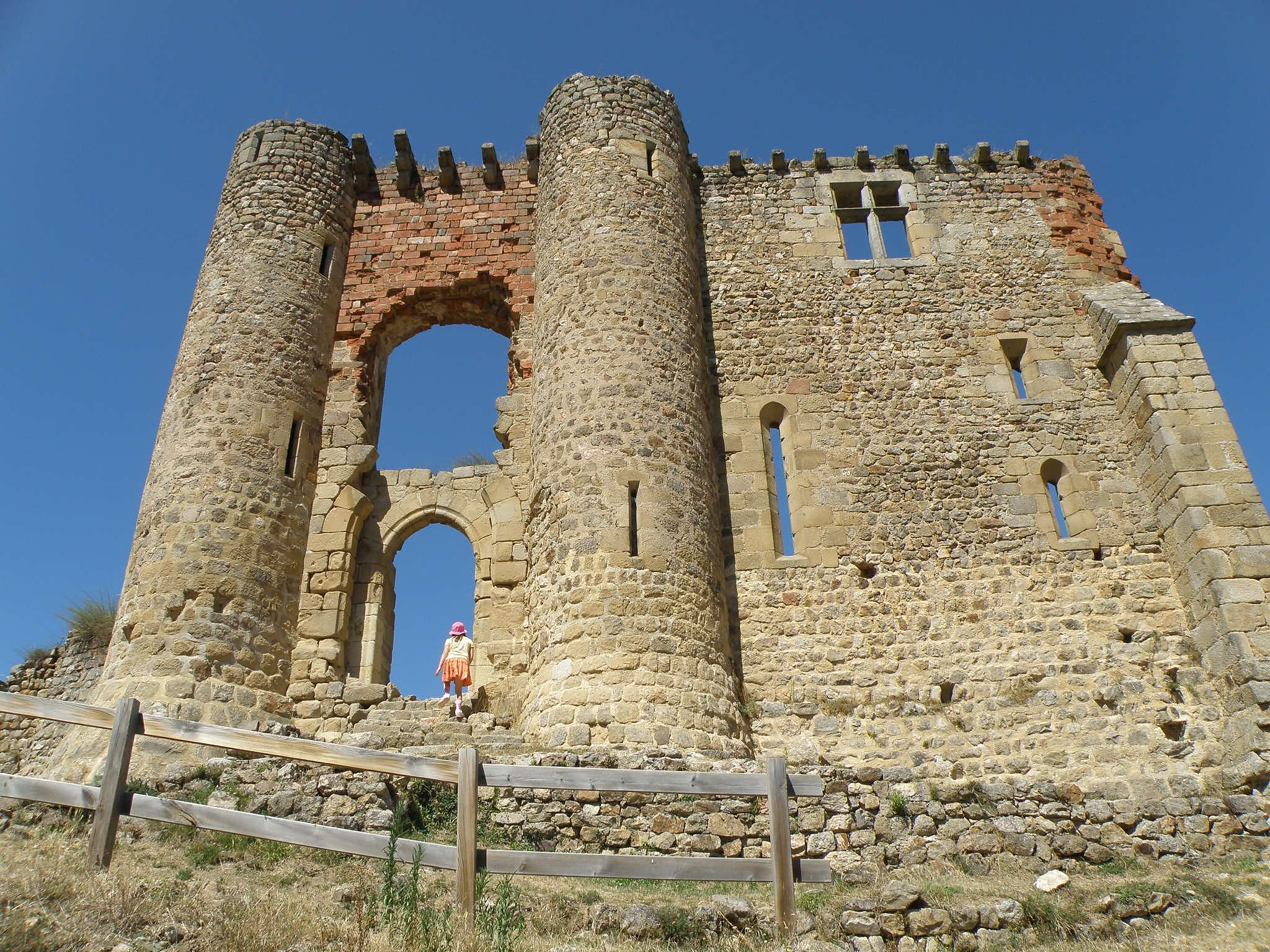
Complexe porterie/chapelle.

- un noyau central résidentiel et défensif, jadis densément bâti, situé au point le plus haut de l’éperon, et dont subsistent, sur son flanc sud, une porterie à deux tourelles, le flanc méridional et occidental de la chapelle castrale, et la dénommée tour triangulaire à l’ouest. De la plupart des autres murs ne reste, çà et là, que la base au sol ;
- autour de ce noyau, un terre-plein s’étendant de trois à cinq mètres en contrebas du noyau central, et entourant celui-ci sur trois côtés (nord, sud, et est, c'est-à-dire les trois côtés les mieux protégés par la déclivité naturelle de l’éperon). Ce terre-plein est environné d'une muraille d’enceinte, composée de courtines assez rectilignes, dont un long tronçon est encore visible au sud ; cette muraille d’enceinte, qui se raccorde du côté ouest (côté le plus exposé) à la tour triangulaire, comporte, sur ce même côté, deux tours d'angle circulaires, dont l'une, dominant le chemin d'accès, est plus haute et plus robuste, et aussi, ayant fait l’objet d’entretien jusqu’à la fin du XVIIIe siècle, la mieux conservée. Attendu que[29] cette tour ― dite tour ronde ou circulaire, ou encore tour des prisonniers, en raison de son ancienne fonction carcérale ― se trouve reliée de façon directe et privilégiée à la tour triangulaire (partie constitutive du noyau central) par un segment de courtine rectiligne, et compte tenu de sa haute taille, il y a lieu de la considérer, du point de vue hiérarchique et symbolique, quoique appartenant à une enceinte extérieure au noyau castral, non comme une banale tour d'angle, mais bien comme une seconde tour-maîtresse ; la dénomination de donjon qui lui est parfois appliquée n’est donc pas un terme tout à fait impropre.

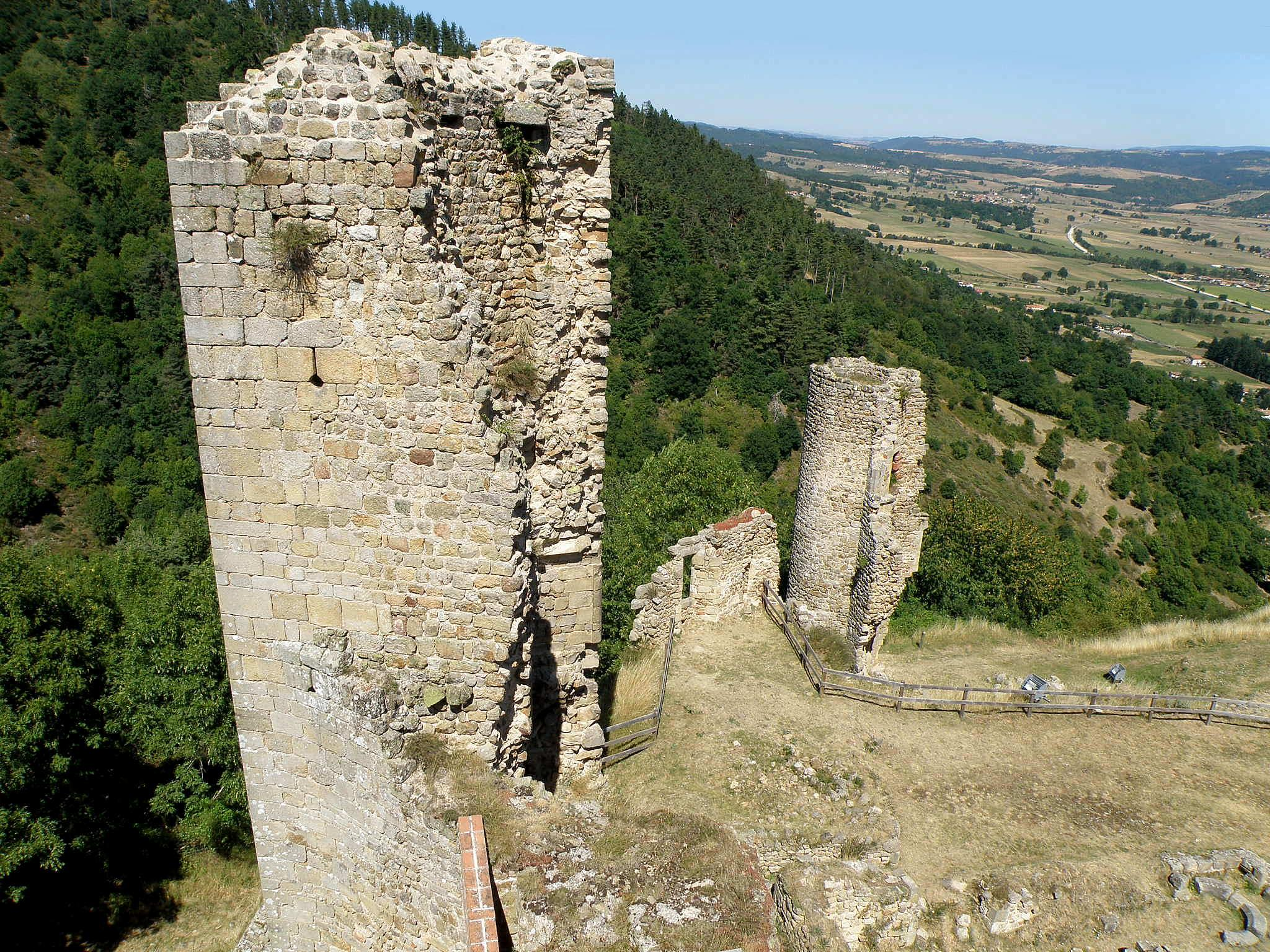
La tour triangulaire vue du sommet de la tour ronde.

L’ensemble recèle quelques éléments antérieurs aux reconstructions du début du XVe siècle. L'angle nord-est de la tour triangulaire est, sur toute sa hauteur, le résidu d'une tour plus ancienne écroulée. Les soubassements du complexe composé de la chapelle et du portail à tourelles attenant, pourraient, comme le suggère le fait qu’ils sont construits avec des moellons d’une taille presque deux fois supérieure à ceux du reste de l'élévation, appartenir aux constructions antérieures à la Guerre de Cent ans et remonter au XIIIe siècle. En tout état de cause, le château gothique est certainement redevable aux constructions antérieures pour ce qui est du plan général du noyau central, plan qui fut repris tel quel.
La façade du complexe porte à tourelles/chapelle semble avoir été érigée en plusieurs étapes, mais très rapprochées dans le temps, et paraît devoir être considérée comme à peu près contemporaine de la grande tour circulaire. Les caractéristiques architectoniques de ces deux éléments permettent sans équivoque de situer leur construction au XVe siècle.